# St. Paulus (Vaals)

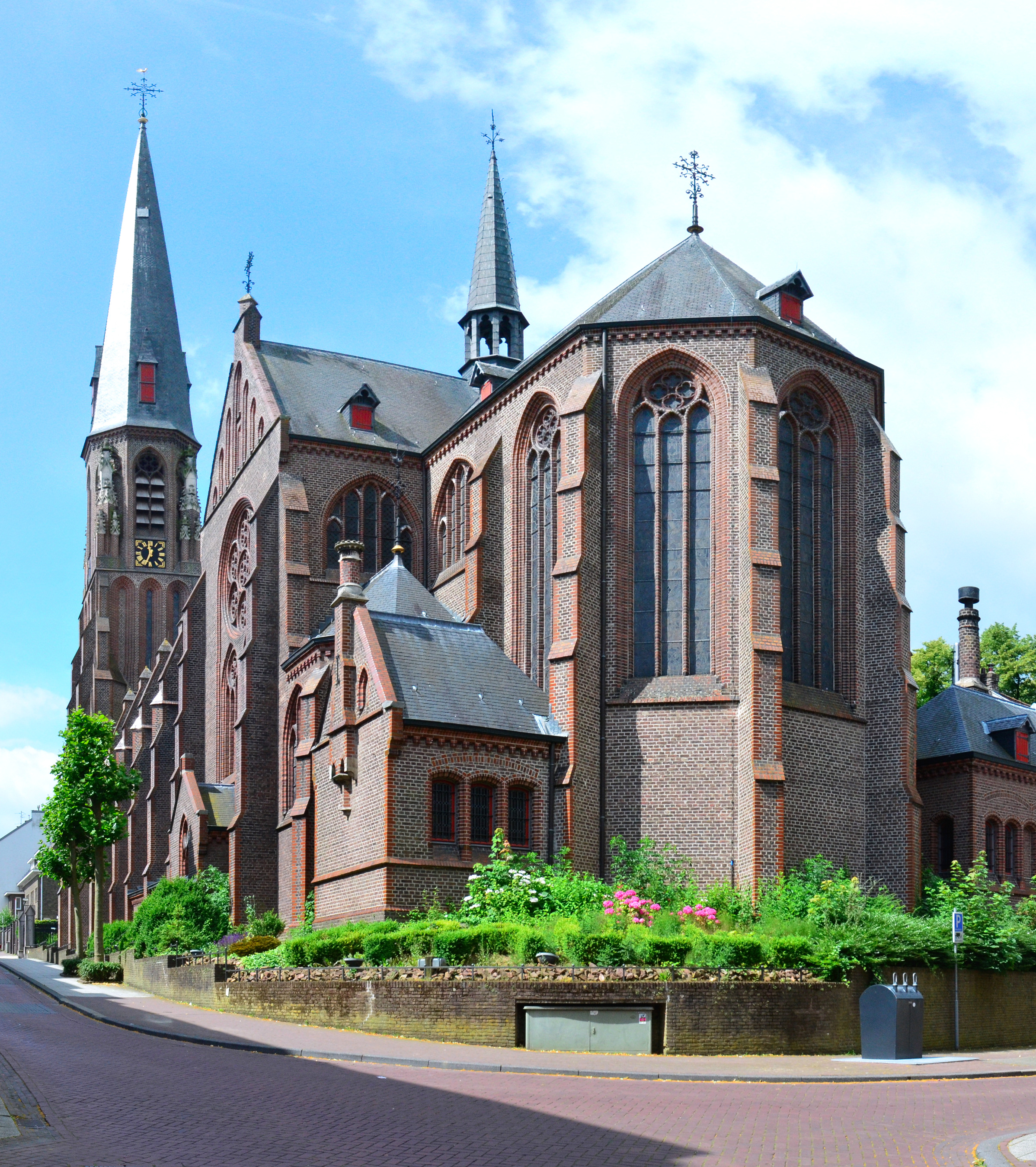
St.-Pauluskerk von 1893

Die St.-Paulus-Kirche (niederländisch Sint-Pauluskerk) in Vaals ist eine römisch-katholische Kirche des Bistums Roermond. Der heutige Kirchenbau wurde in den Jahren 1892/1893 nach Plänen des Architekten Johannes Kayser (1842–1917) in Form einer Kreuzbasilika im neugotischen Stil erbaut und steht unter Denkmalschutz. Bei diesem Neubau handelt es sich um die fünfte Ausführung der Gemeindekirche und er ersetzt die baufälligen römisch-katholischen Vorgängerbauten, die seit dem 11. Jahrhundert etwa 200 m entfernt ihren Platz hatten, wo sie sich mit der protestantischen Hervormde Kerk 250 Jahre lang ihren Kirchturm teilen mussten. Bis zu Beginn des 19. Jahrhunderts war St. Paulus ein Lehen des Aachener Marienstiftes und als Filialkirche von St. Jakob in Aachen zuständig für die Ortschaft Vaals und das benachbarte Vaalserquartier.

## Geschichte

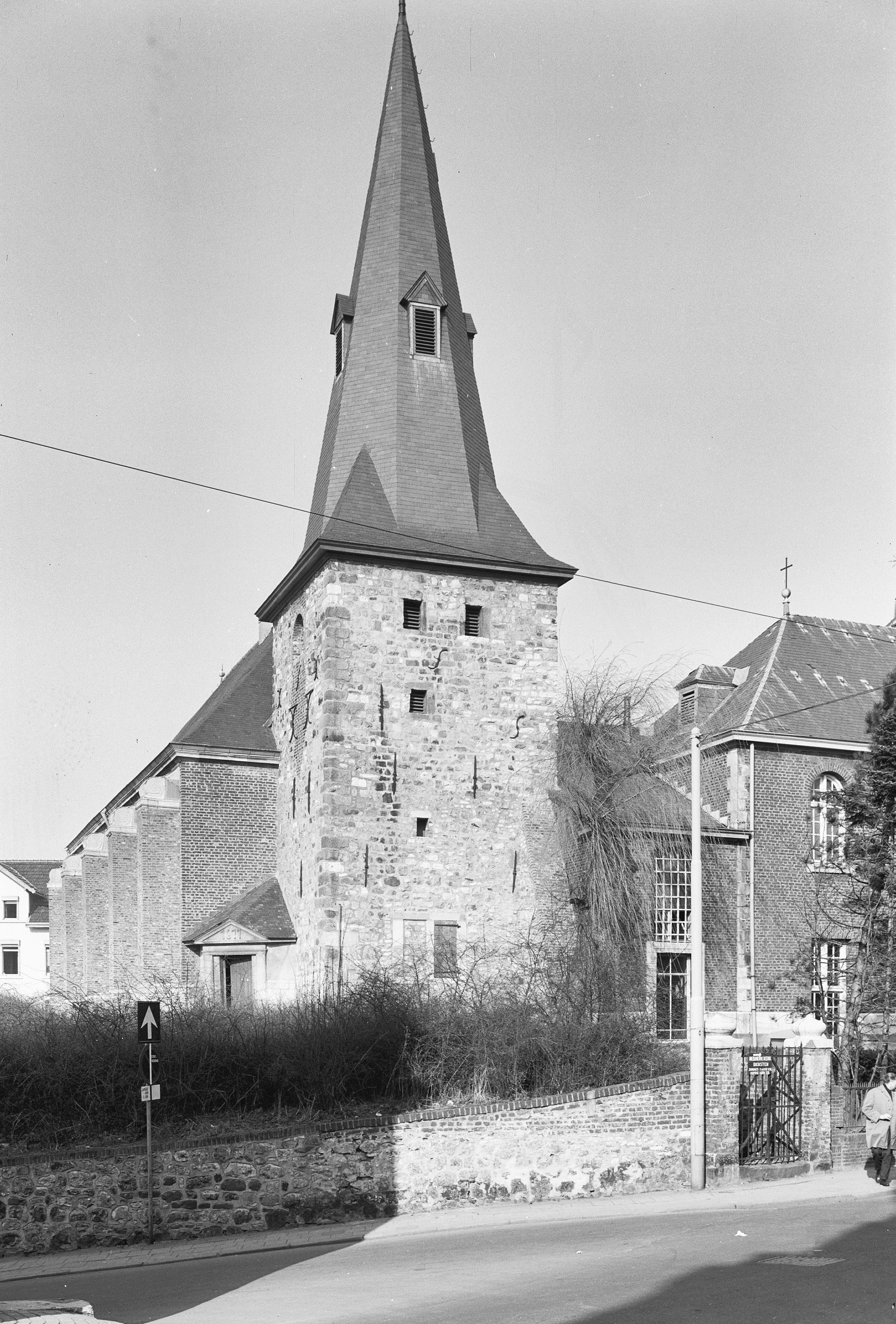
Romanischer Glockenturm aus dem 13. Jahrhundert

Als Vorläufer der heutigen St.-Paulus-Kirche wurden bereits zum Ende des 11. Jahrhunderts in einer Auflistung der Reichsgüter des Aachener Marienstiftes Kirchen in Gemmenich und Vaals genannt. Eine andere Quelle (vor 1200) nennt im Zusammenhang mit den Reichsgütern von Gemmenich unter anderen zwei Kapellen, die in Montzen und Vaals gelegen seien. Erst um 1266 und erneut um 1280 wird eine Kirche erwähnt, die an einen alten Gemeindeturm in dem ländlichen und dünn besiedelten Ort Vaals angebaut worden sei.
Dieser Turm im romanischen Stil an der Ecke Kerkstraat/Bergstraat ist das älteste noch erhaltene Gebäude in der Gemeinde Vaals. Zusätzlich zu seiner neuen Eigenschaft als Kirch- und Glockenturm diente er lange Zeit als Wacht- und Verteidigungsturm sowie in mehreren Perioden als Gefängnis. Außerdem hatten dort zwischen 1580 und 1660 sowohl katholische Pfarrer und Schulmeister als auch evangelische Prediger ihre Wohnung. Bis zum Neubau der heutigen St.-Paulus-Kirche gehörte der Kirchturm sowohl zur katholischen Kirche als auch zu der im Jahr 1672 an seiner Nordseite angebauten und heute noch existierenden Hervormde Kerk, von der er weiterhin genutzt wird, obwohl er Eigentum der römisch-katholischen Kirchengemeinde geblieben ist.
Die an der Ostseite des Turms angebaute neue Kirche aus dem 13. Jahrhundert wurde zu Ehren des  Apostels Paulus geweiht, wie es aus der Inschrift der 1406 geweihten neuen Glocke hervorgeht: „+ ego vocor S. Paulus Apostolus et facta su i honore hu + ano d. MCCCCVI +“ („+ Ich heiße Sankt Paulus Apostel und bin gemacht zu seiner Ehre +, im Jahr des Herrn 1406“). Diese Glocke hängt nach über 600 Jahren immer noch im Turm und wird bei besonderen Feierlichkeiten der Protestantischen Gemeinde Gulpen-Vaals geläutet.
Nachdem sich am 21. März 1649 eine reformierte Gemeinde in Vaals gegründet hatte, der auch viele Protestanten aus Aachen und Burtscheid beigetreten waren, die in ihren beiden Heimatstädten an der Religionsausübung massiv gehindert wurden, bot sich die St.-Paulus-Kirche als Simultankirche an. In den Anfangsjahren kam es dabei immer wieder zu Streitereien, gegenseitigen Vorwürfen und Aussperrungen, weshalb das katholische Kirchengebäude ab 1663, gestützt auf die Gesetze der Vereinigten Niederlande (Generalstaaten), bis zur Fertigstellung einer eigenen Kirche nur noch von den Reformierten benutzt werden durfte. Erschwerend kam für die Katholische Gemeinde von Vaals hinzu, dass aufgrund des Partagevertrags von 1661 der gesamte Ort definitiv den Generalstaaten zufiel, die bekanntlich den Reformierten gegenüber offener eingestellt waren, und das Kirchengrundstück nicht mehr zum Hoheitsgebiet des Aachener Reiches zählte. Die Katholiken mussten daraufhin in Gotteshäuser auf dem Gebiet des Aachener Reichs oder in die alte Pastorei in Vaalserquartier ausweichen. Erst nach der Fertigstellung der protestantischen Hervormde Kerk im Jahr 1673 konnten die Katholiken wieder ihre St.-Paulus-Kirche nutzen, die mittlerweile immer baufälliger geworden und für die fast 1000 Gemeindemitglieder zu klein geworden war.
Nachdem zu jener Zeit vorübergehend französische Truppen in Vaals stationiert worden waren, die die Burg Valkenburg besetzen wollten, fühlten sich die Katholiken gestärkt, ihre eigene, baulich immer stärker verfallende Kirche aufzugeben und sich der neuen protestantischen Kirche zu bemächtigen. Zu diesem Zweck brachen sie am 7. Juli 1673 die Schlösser der Hervormde Kerk auf, tauschten sie aus und besetzten die Kirche. 1680 mussten sie auf Veranlassung der Generalstaaten das protestantische Kirchengebäude wegen widerrechtlicher Inbesitznahme räumen und erneut in umliegende Kirchen oder in die alte Kaplanei in Vaalserquartier ausweichen. Erst 1751 erhielt die katholische Gemeinde die Genehmigung für den Bau einer eigenen Kirche mit Mitteln des Aachener Marienstifts, die anstelle des baufälligen alten Gebäudes unter Einbeziehung des weiterhin gemeinsam genutzten Turmes im barocken Stil errichtet wurde.

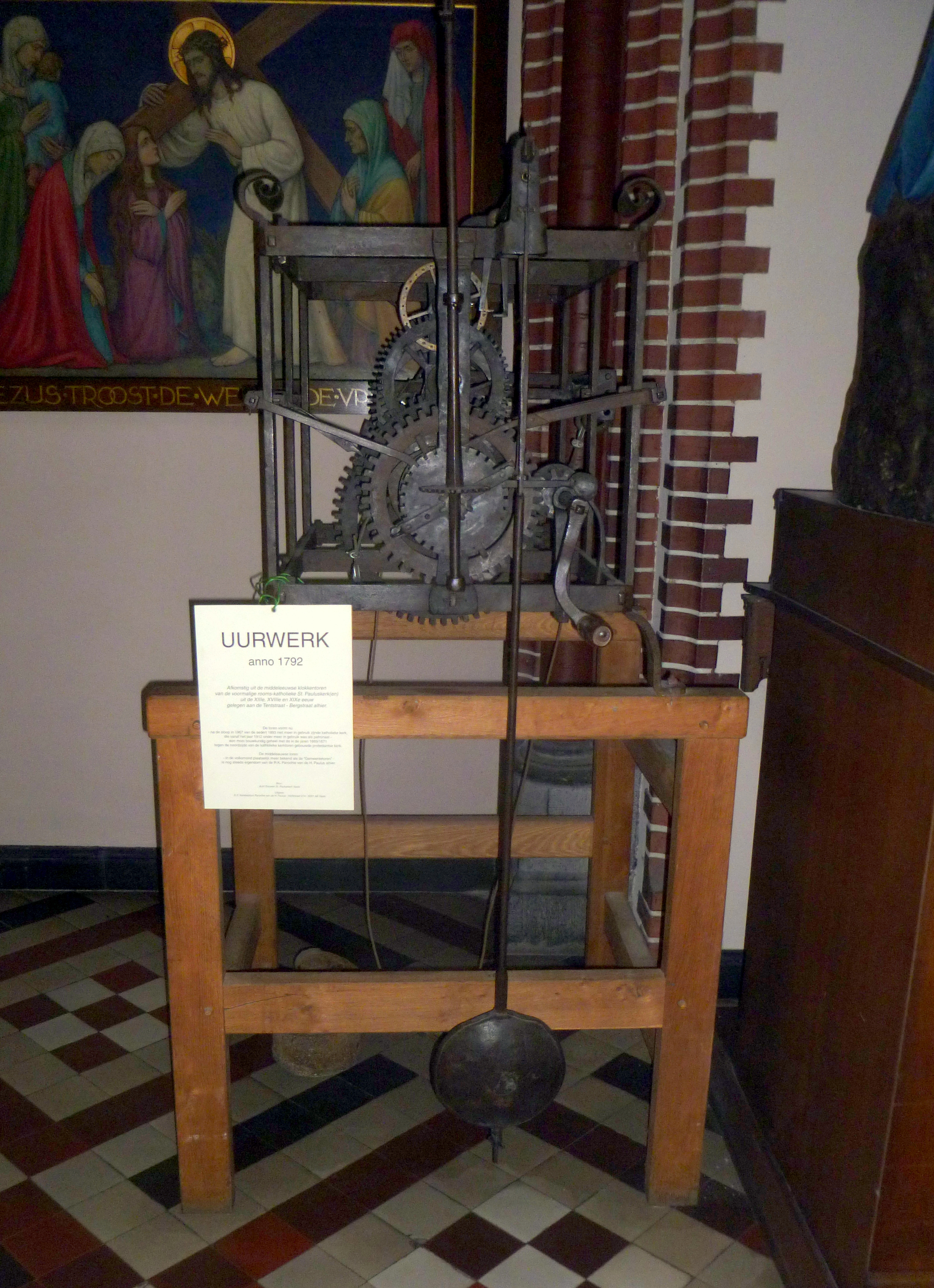
Uhrwerk von 1792

Die bisherige Kirche wurde 1751 bis auf die Grundmauern abgerissen. Der Neubau wurde wiederum im rechten Winkel zur Hervormde Kerk an die Ostseite des Turmes angebaut. Die Grundsteinlegung fand am 27. April 1751 statt. Da die Mittel des Aachener Marienstiftes für den Neubau nicht ausreichten und weil es in den Niederlanden keine Kirchensteuer gab, mussten Spenden von den Gemeindemitgliedern und vor allem von den wohlhabenden Gutshöfen eingetrieben und ein Großteil der Arbeiten von Pfarrangehörigen übernommen werden. Ab 1753 konnten die ersten Gottesdienste in der neuen römisch-katholischen Kirche stattfinden, obwohl die feierliche Kirchweihe erst am 19. Juni 1770 durch den Weihbischof von Lüttich stattfand. 1792 erhielt der Glockenturm ein mechanisches schmiedeeisernes Uhrwerk, das im Rahmen des Neubaus der heutigen St.-Paulus-Kirche am alten Ort ausgebaut wurde und seitdem in der heutigen Kirche ausgestellt ist.

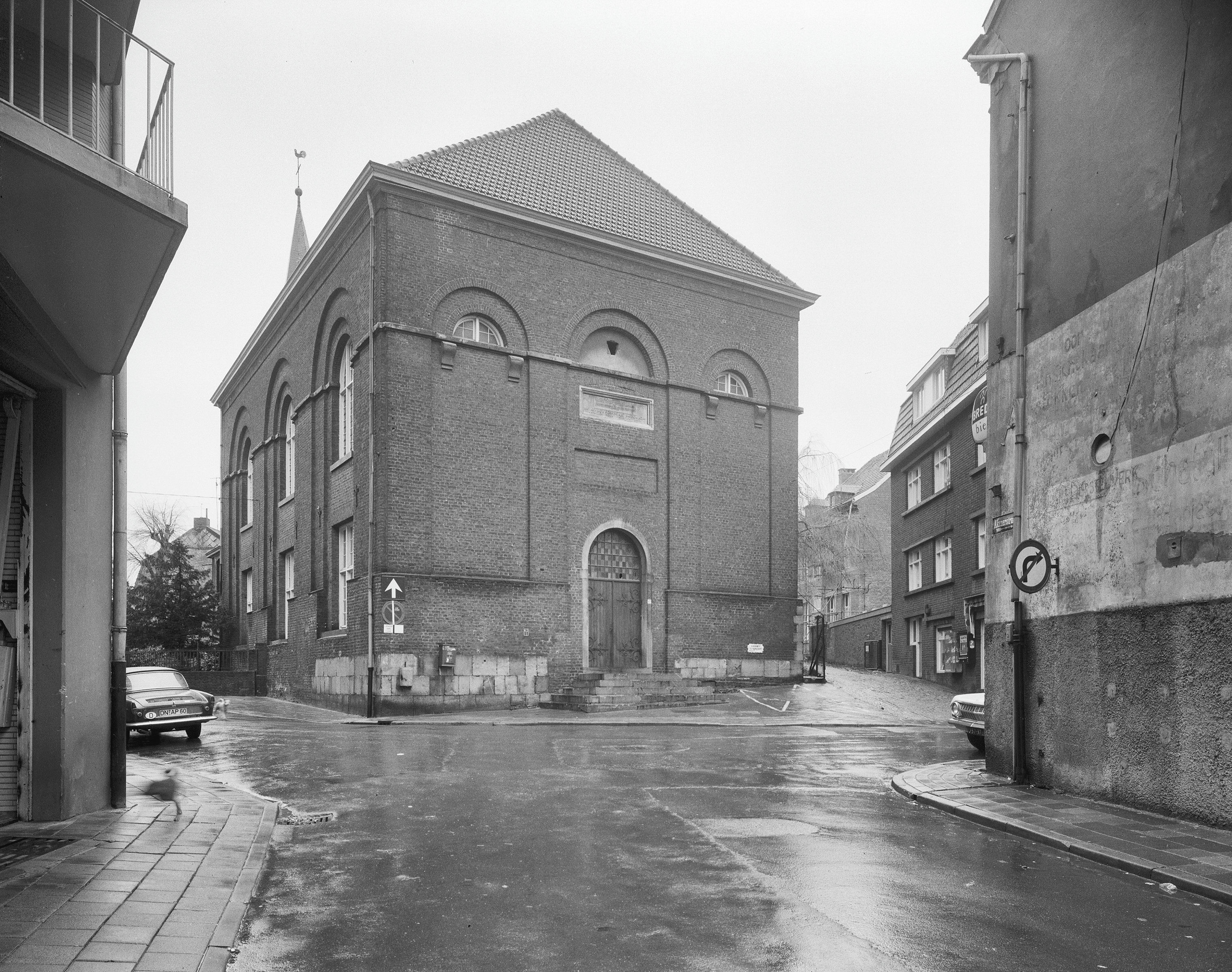
St. Paulus von 1833 – Ostansicht aus der Akerstraat
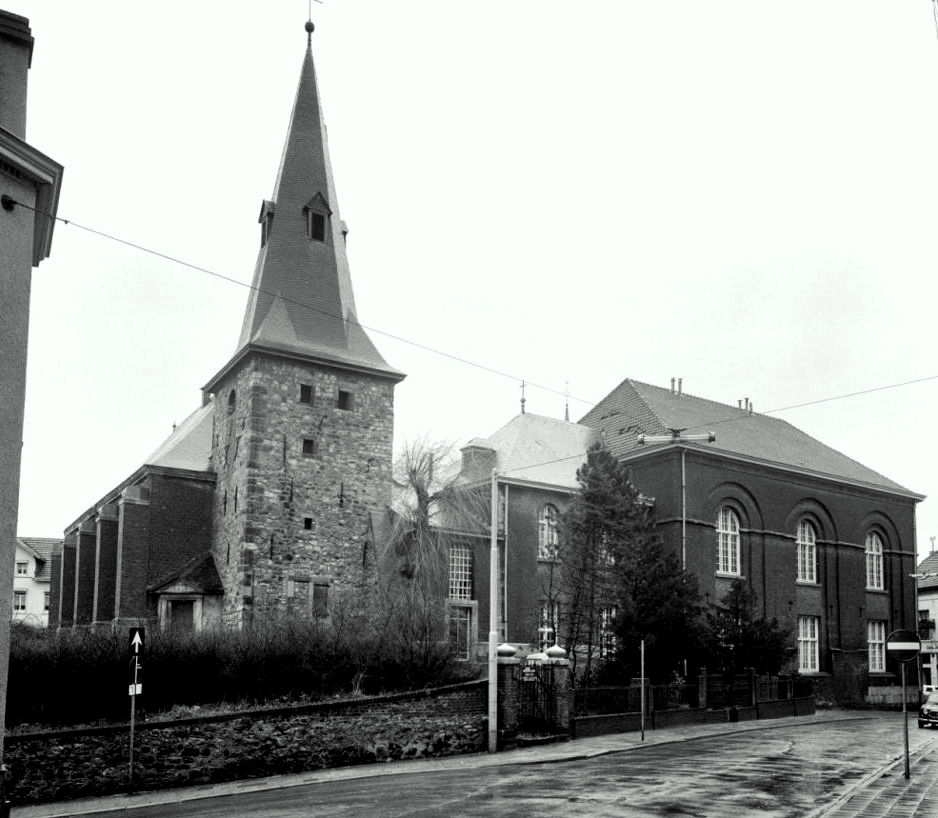
St. Paulus (rechts) von 1833 mit Hervormde Kerk und gemeinsamem Kirchturm

Anfang des 19. Jahrhunderts stieg die Zahl der Gemeindemitglieder auf fast 1500 an und die Räumlichkeiten der bisherigen römisch-katholischen Kirche erwiesen sich erneut als zu beengt. Weil infolge der Französischen Revolution das Zehntrecht abgeschafft worden und das Aachener Marienstift damit nicht mehr für die Pauluskirche zuständig war, reichten die Finanzen diesmal nicht für einen Neubau. Stattdessen kam es 1833 zu einem umfangreichen Um- und Anbau der Kirche im klassizistischen Stil, der in neun Monaten realisiert werden konnte (Waterstaatskirche). 1834 wurde eine neue Glocke angeschafft, deren Inschrift „Le 28 octobre L’AN 1834“ lautet und die später in dem Vierungstürmchen des heutigen Neubaus aufgehängt wurde. Drei Jahre später folgte der Einbau einer Orgel mit einem Manual. Schließlich wurde die Kirche am 13. Juni 1850 durch den Administrator des Vikariats Limburg geweiht.
Nachdem die katholische Gemeinde in den nächsten Jahrzehnten auf nunmehr etwa 4000 Mitglieder angewachsen war und die Größe des Kirchenbaus nicht mehr reichte, kam es ab 1892 etwa 200 m entfernt an der unteren Kerkstraat zum Neubau der heute existierenden neugotischen Sint-Pauluskerk. Nach der Genehmigung durch das Bistum Roermond wurden der Maastrichter Architekt Johannes Kayser mit der Planung und der Bauunternehmer Gerhard Beckers aus Sittard mit der Ausführung beauftragt. Am 9. Mai 1892 fand die Grundsteinlegung statt und am 4. August 1893 konnte das Kreuz auf die Kirchturmspitze gehievt werden. Drei wohlhabende Familien spendeten dazu jeweils eine Glocke, die am 20. August 1893 geweiht und auf die Namen Maria Immaculata, St. Joseph und St. Paulus getauft wurden. Schließlich wurde die neue St.-Paulus-Kirche am 24. Oktober 1893 durch den Bischof von Roermond Franciscus Boermans feierlich geweiht.
Das vorherige zu klein gewordene Kirchengebäude wurde zu einem sogenannten Patronat umgebaut und um 1912/1913 mit einer Zwischendecke versehen. Im Obergeschoss entstand ein großer Saal für Theateraufführungen, Konzerte und andere Veranstaltungen und im Untergeschoss wurden Räume für die Pfarrjugend und die Borromäus-Bibliothek eingerichtet. Im Jahre 1967 wurde das Patronat abgerissen sowie das Gelände verkauft und zu einem Parkplatz umgestaltet. Auf diesem befindet sich auf der westlichen Seite der begrenzenden Mauer eine Stützmauer der alten Kirche und darin eingelassen ein großer Blaustein aus der Giebelwand der alten St.-Paulus-Kirche mit der Inschrift: „In Anwesenheit der Herren Renier Schmeiz, Pastor, und Baron Antonio de Pelser-Berensberg, Bürgermeister“.

## Baubeschreibung

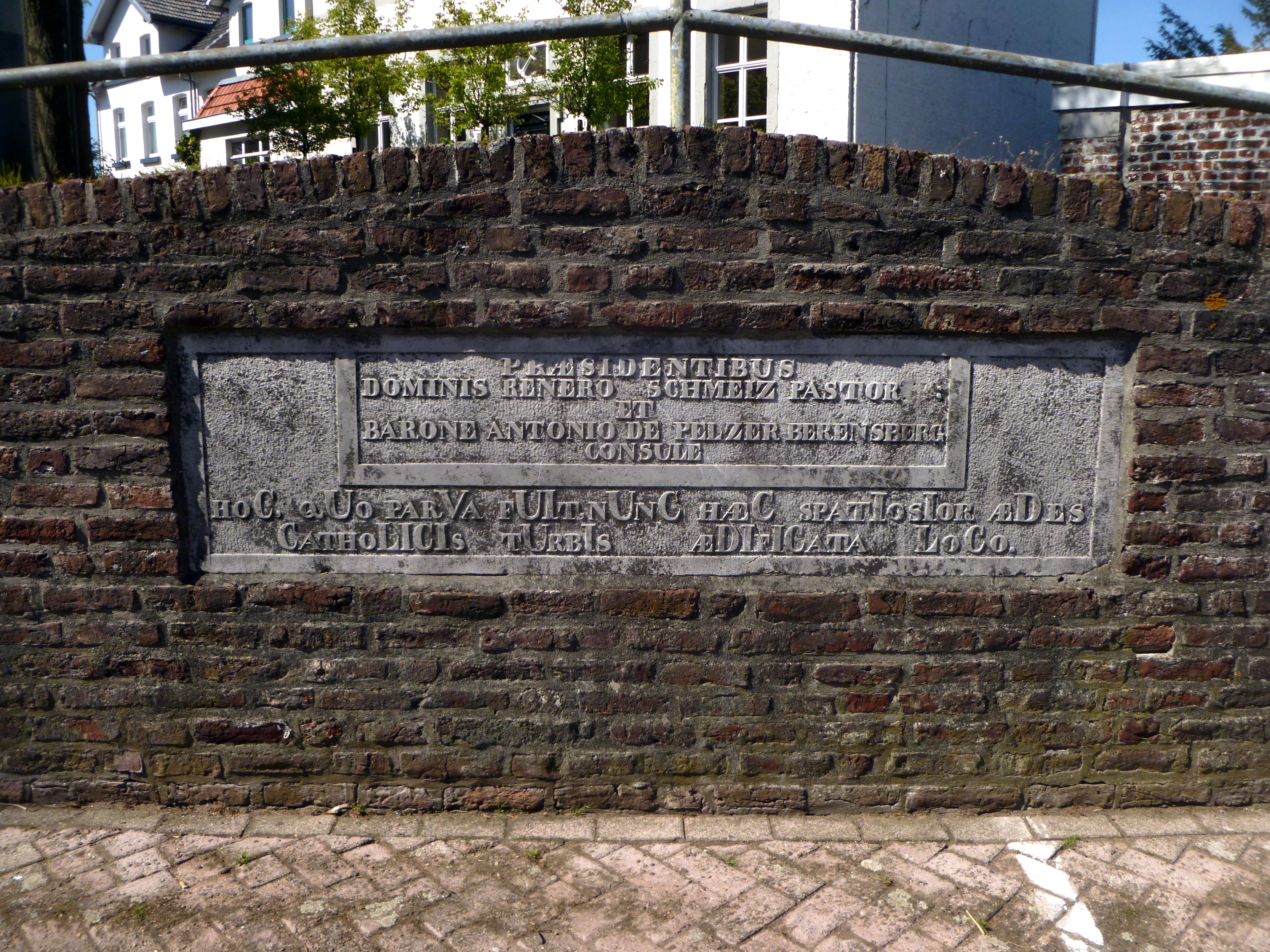
Blaustein aus der Giebelwand mit Inschrift

Die heutige St.-Paulus-Kirche ist eine dreischiffige neugotische Kreuzbasilika, für deren Mauerwerk vor Ort hergestellte Backsteine verwendet wurden. Das Gebäude ist 47 m lang und 18 m breit und im Mittelschiff 20 m hoch; der Glockenturm hat eine Höhe von 68 m, das darauf montierte Turmkreuz ist 6 m hoch und 2 m breit. In den Vierungsturm wurde in einer achteckigen Laterne die alte Glocke von 1834 aus der Vorgängerkirche eingehängt, die jetzt als Taufglocke genutzt wird. Ein Großteil der Bleiverglasung wurde von G. J. Bentz entworfen und in der Werkstatt von Franz Xaver Zettler hergestellt. In den Jahren 1958 bis 1961 nahm Frans Griesenbrock, der auch für die Wand- und Bleiverglasung an der Klosterkapelle von Haus De Esch zuständig war, umfangreiche Ergänzungen und teilweise Neuanfertigungen vor.
Um 1900 erhielt die Kirche eine Gasbeleuchtung, die 1925 auf elektrische Beleuchtung umgestellt wurde. 1911 erfolgten der Anbau der großen Sakristei und der Einbau einer neuen Zentralheizung. Um 1922 drohte durch den zunehmenden Verkehr das Gewölbe einzustürzen und deshalb mussten unter der Leitung des Aachener Dombaumeisters Joseph Buchkremer Verstärkungsmaßnahmen vor allem im Bereich der Vierung vorgenommen werden. Ein Jahr später wurde die neue Orgel installiert. Im Verlauf des Zweiten Weltkriegs wurden 1943 von den Nationalsozialisten die alten Glocken entwendet und nur die kleine Glocke aus dem Vierungsturm konnte gerettet werden. Daraufhin wurden 1946 drei neue Glocken angeschafft, deren Inschriften lauten: Pius XII., „Laudo Deum verum“; Guilellmus (Bischof), „Defunctos ploro, festa decoro“; Eugenius (Pastor), „Voco vos ad sacra, venite“. Eine erste größere Restauration wurde zwischen 1975 und 1978 durchgeführt, wobei unter anderem der Dachstuhl repariert sowie Turm und Dächer neu gedeckt werden mussten. In den Jahren 1988/1989 wurden unter Leitung des Aachener Dombaumeisters Hans-Karl Siebigs unter anderem weitere Stabilisierungsmaßnahmen mittels eines Stahlankers im Mittelschiff und Verankerungen in der hölzernen Dachkonstruktion vorgenommen sowie der Angelus-Turm vollkommen erneuert.

## Innenausstattung

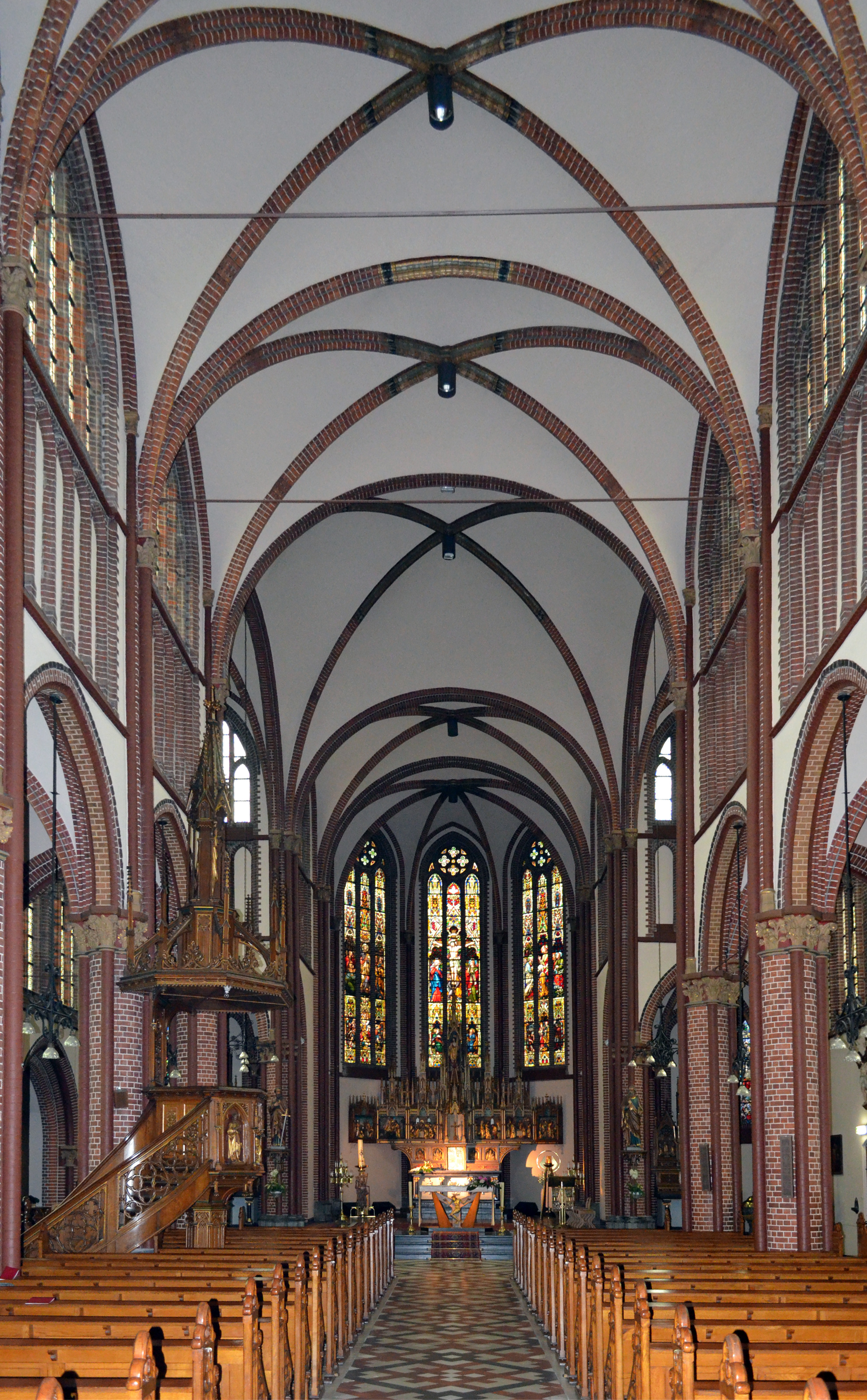
Mittelschiff mit Kreuzrippengewölbe, Blendtriforien, Lichtbögen und Kanzel

Der Innenraum besteht aus drei Kirchenschiffen, die durch mächtige Rundsäulen voneinander getrennt sind und deren Deckenabschlüsse aus vierteiligem Kreuzrippengewölbe bestehen. An den Säulen sind jeweils vier kleinere Kolonetten angebaut, auf denen kleine steinerne Kapitelle als Übergang zu den Arkadenbögen aufgesetzt sind. Die seitlichen Wände sind als Blendtriforium gestaltet und im überhöhten Mittelschiff mit Lichtbögen ausgestattet.
Vier Altäre prägen die einzelnen Gebetsräume der Kirche: neben dem aufwändig verzierten neugotischen Hauptaltar mit Abbildungen des Letzten Abendmahles sind dies der Marienaltar, der Josefaltar in der achteckigen Taufkapelle und der Herz-Jesu-Altar. Der Hauptaltar stammt aus der Werkstatt Willem J. Houtermans aus Roermond, der Herz-Jesu-Altar aus der Werkstatt Ludwig Schoepen in Vaalserquartier und die beiden anderen aus der Werkstatt J. A. Oor & Söhne in Roermond. Die Altäre waren ebenso wie die reich verzierten Kommunionbänke, die neugotischen Kirchenbänke, die vier Beichtstühle mit eingeschnitzten Reliefs sowie die neugotische Kanzel mit Abbildungen von Jesus und den vier Evangelisten gegen Ende des 19. Jahrhunderts aus Eichenholz angefertigt worden. 1929 wurden an den Kirchenbänken Ergänzungen durch die Werkstatt der Gebrüder Sparla und des Bildhauers Heinrich Müllender, beide aus Aachen, vorgenommen. Das ebenfalls um 1893 angefertigte Taufbecken vor dem Josefaltar wurde aus Blaustein aus Namur geformt und schließt mit einem kupfernen Deckel.
Fünf große holzgeschnitzte Heiligenstatuen zieren den Kirchenraum: seitlich vor dem Hauptaltar die Figuren der Apostel Petrus und Paulus, im Eingangsbereich die Figuren des Antoninus von Sorrent und des Antonius von Padua sowie an der linken Seite die von Josef von Nazareth. Der an der rechten Seite des Eingangsbereichs liegende Andachtsraum ist ausgestattet mit einer lebensgroßen Pietà. Hinter dieser steht im rechten Kirchenschiff als Ausstellungsstück das oben beschriebene Uhrwerk aus dem Jahr 1792, das zuvor an dem mittelalterlichen Glockenturm der alten St.-Paulus-Kirche angebracht gewesen war. An den Seitenwänden unter den Fenstern ist in Bildform der Kreuzweg dargestellt.

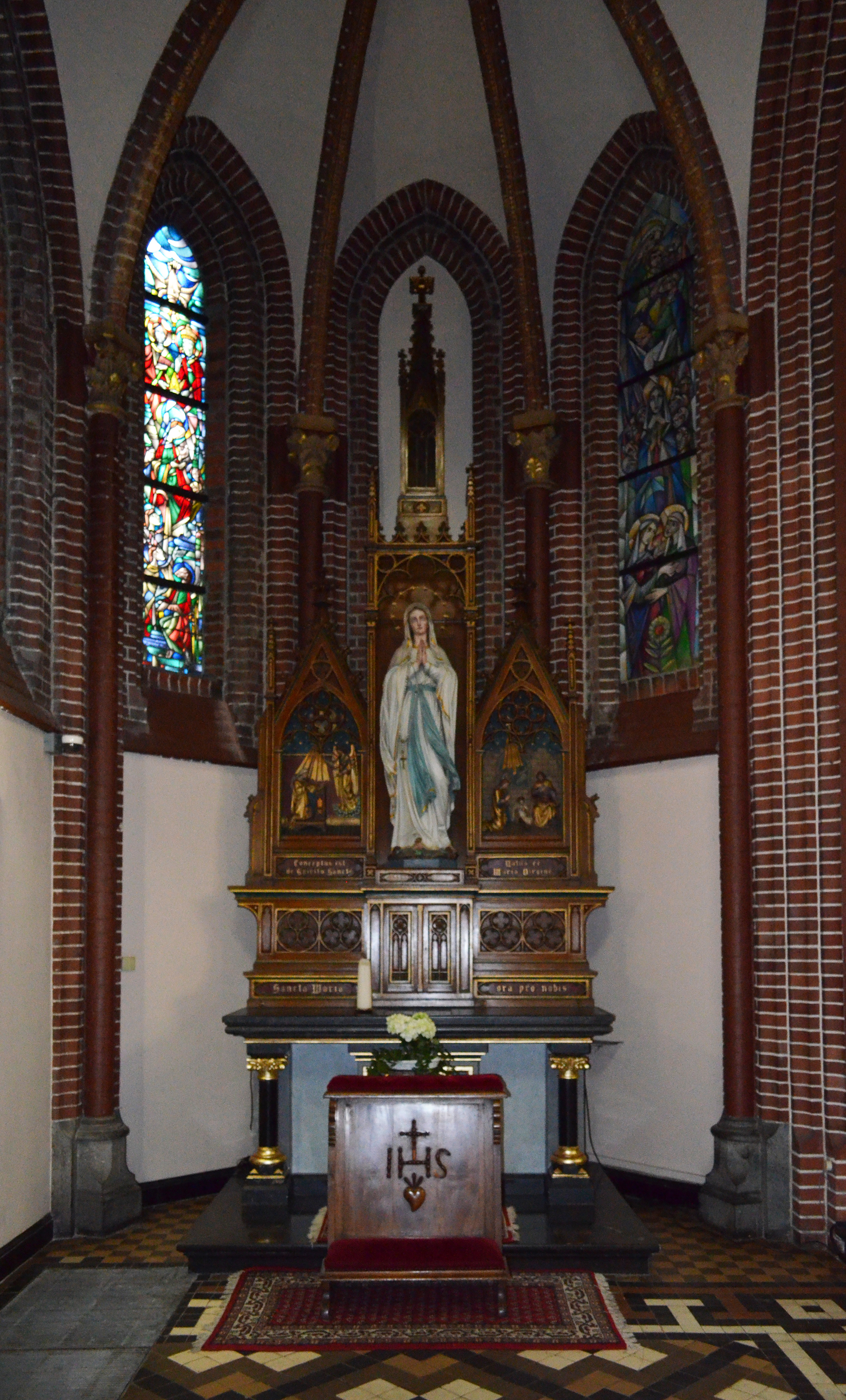
Marienaltar
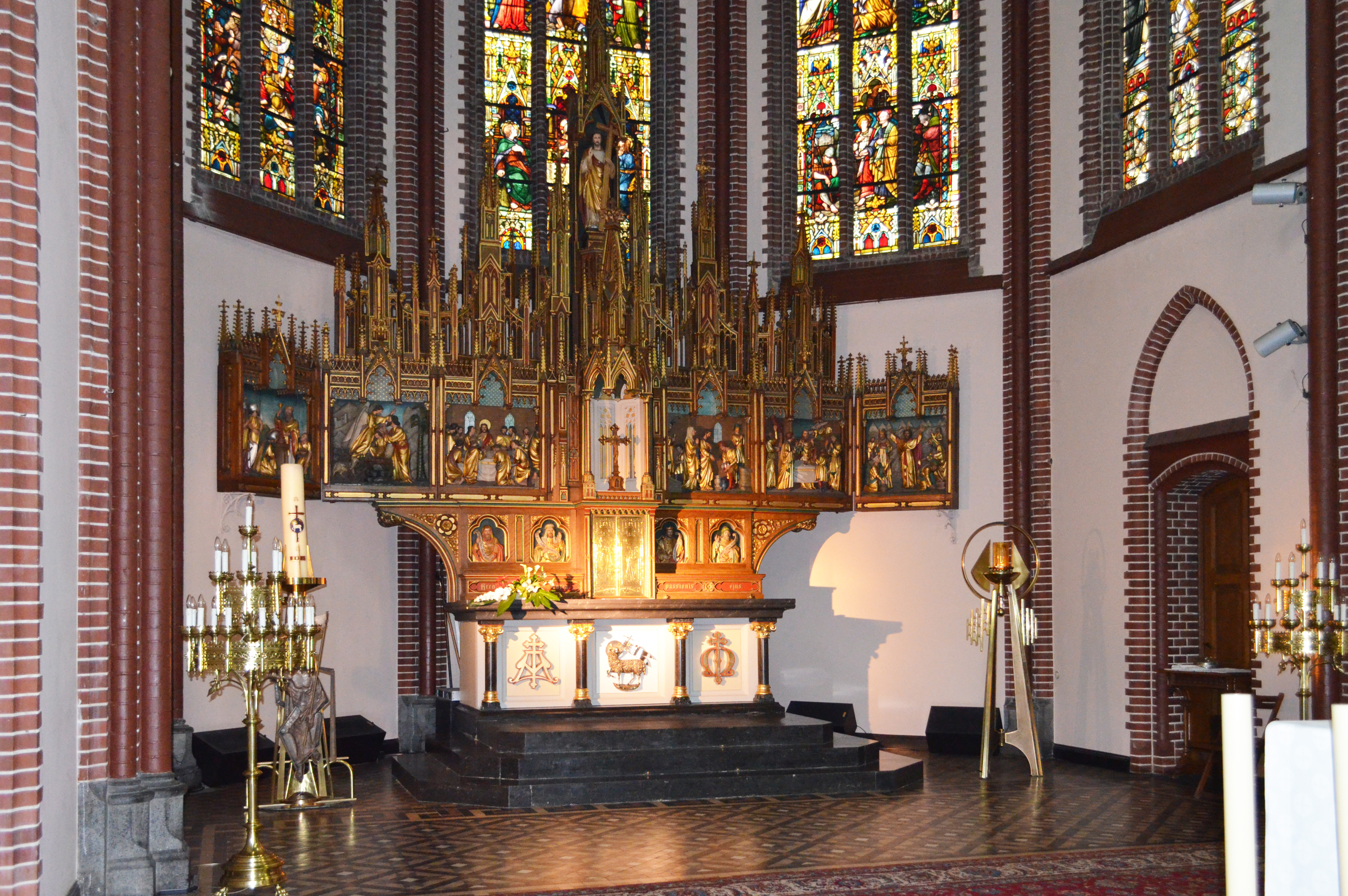
Hauptaltar
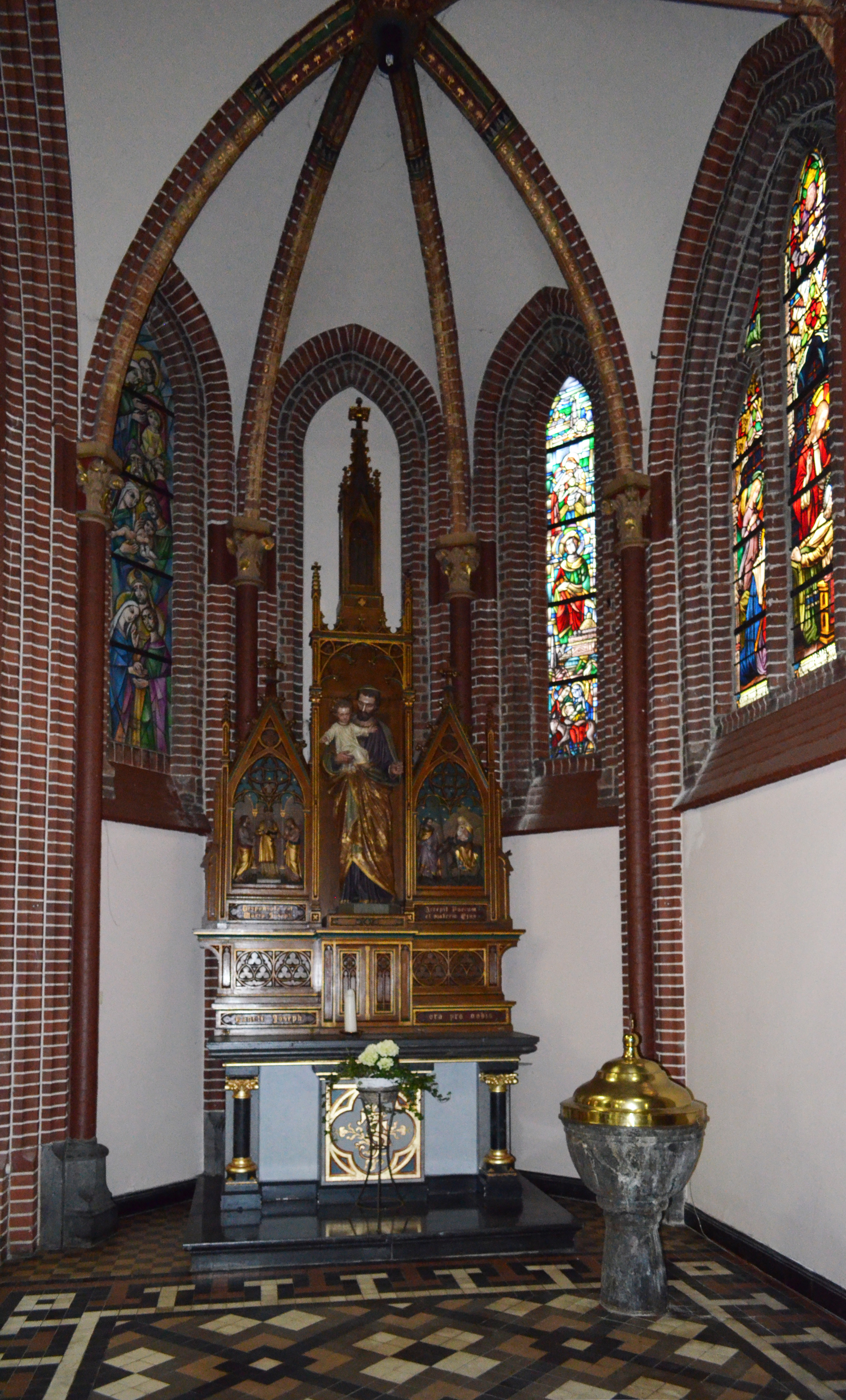
Josephaltar
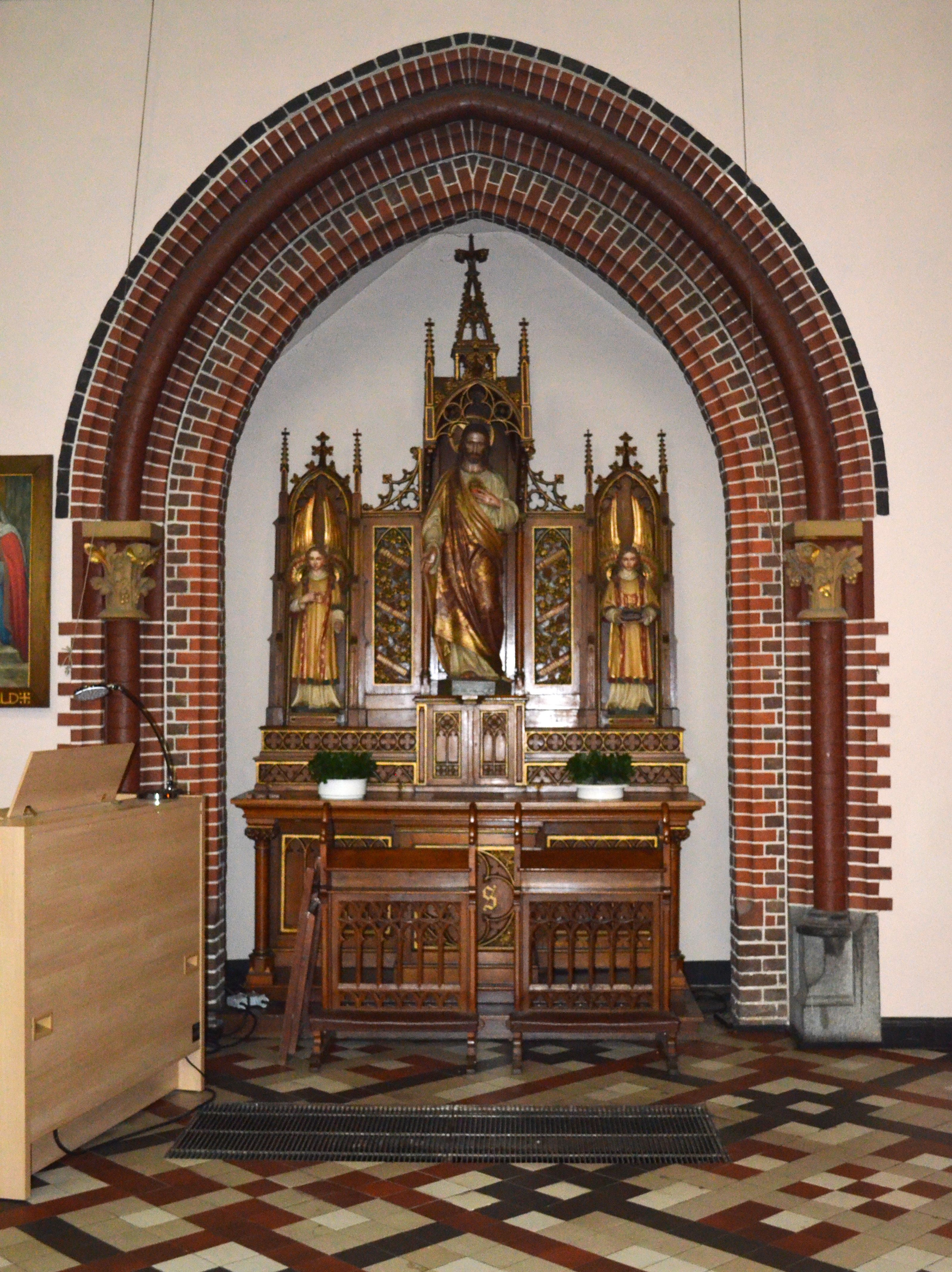
Herz-Jesu-Altar
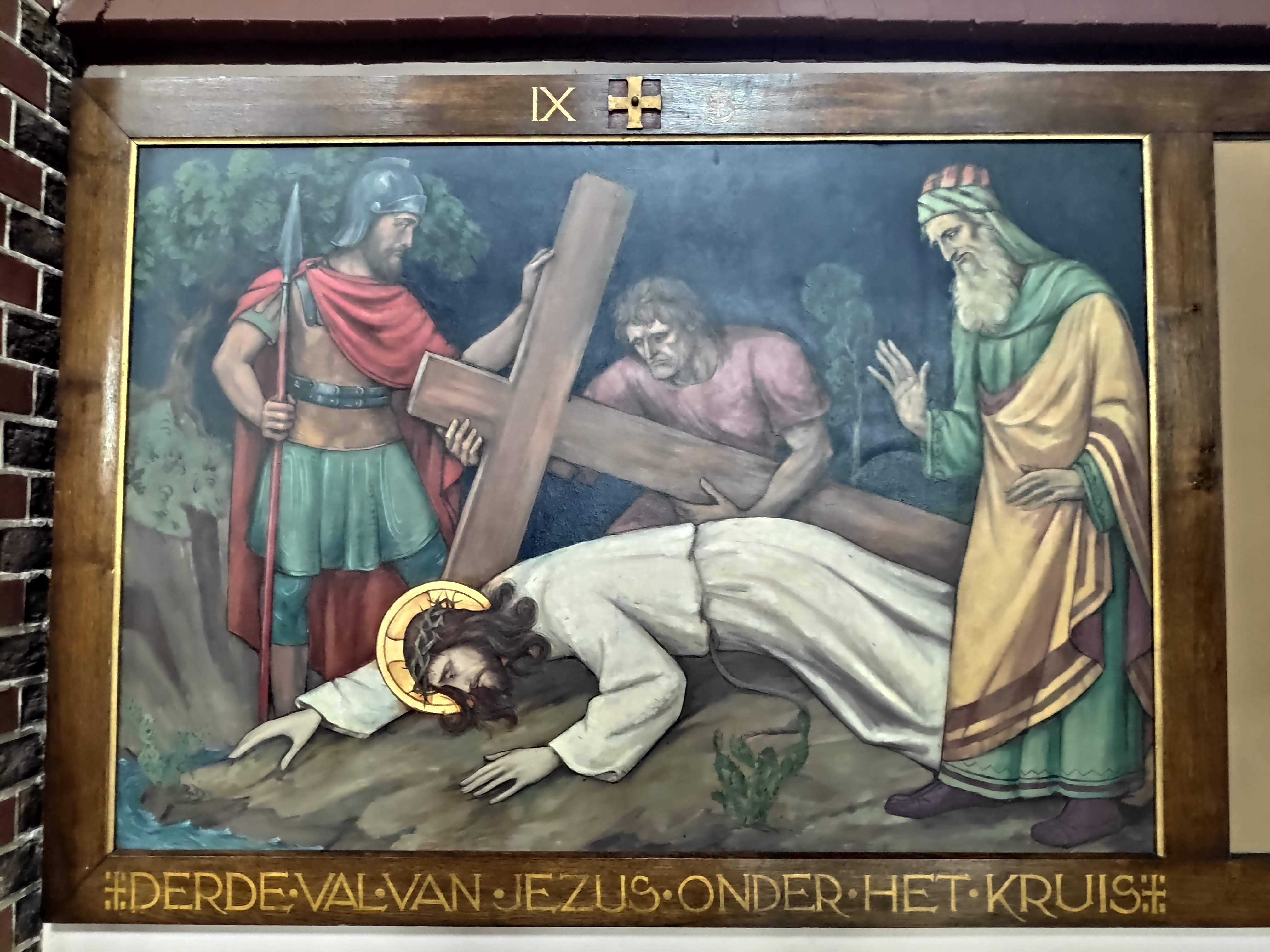
Kreuzweg, 9. Station

### Orgel

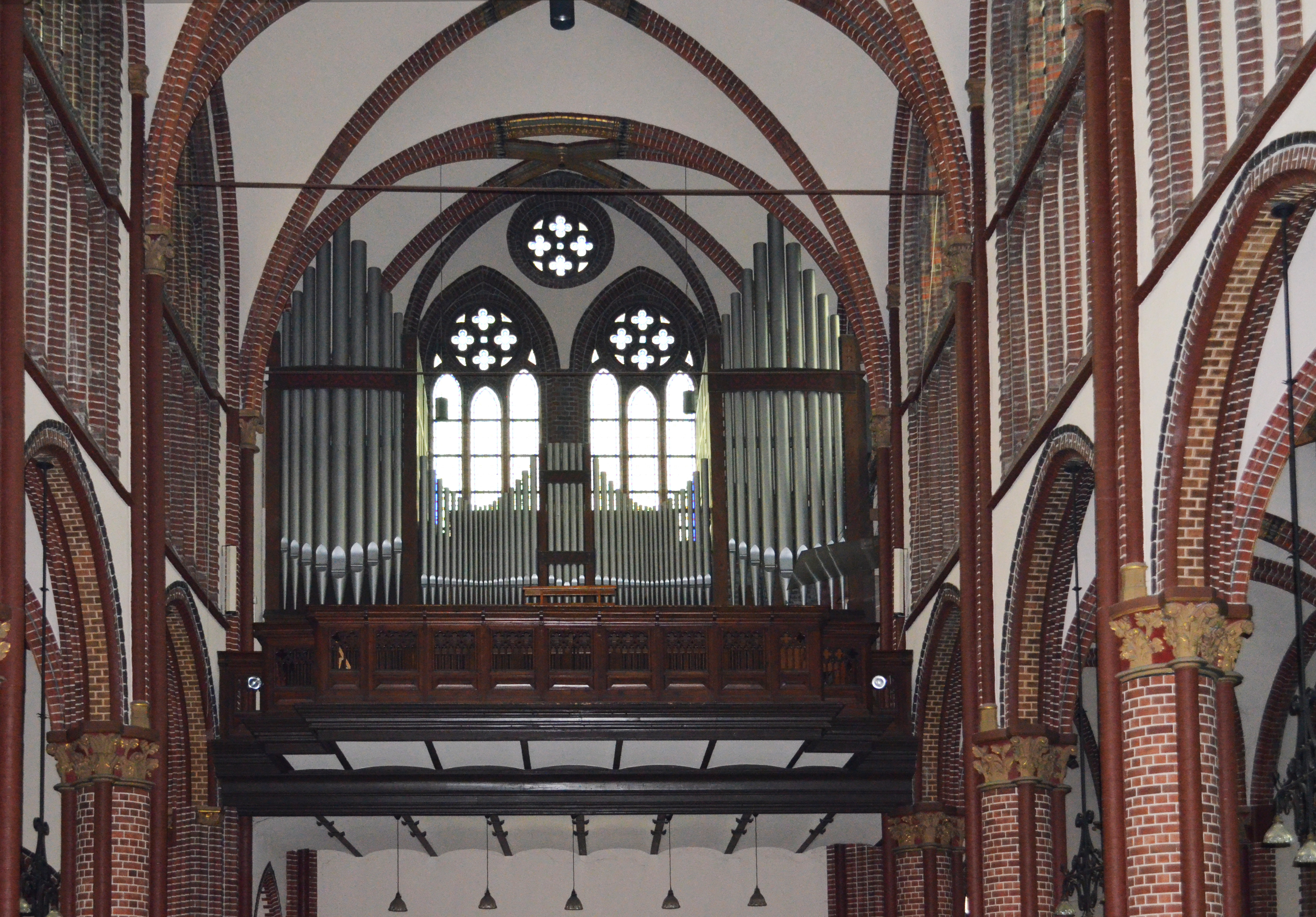
Prospekt der Stahlhuth-Orgel

Anlässlich der Gründung des „Koninklijk Mannenkoor Cecilia 1837“ war von der Kirchengemeinde eine einmanualige Orgel für die alte St.-Paulus-Kirche von der Werkstatt Gebr. Müller aus Reifferscheid angeschafft worden. Beim Umzug in den neuen Kirchenbau wurde diese übernommen, grundlegend restauriert und mit einem Orgelpositiv, einem freien Pedal und zwei neuen Registern komplettiert.
1923 genügte dieses Instrument nicht mehr den gewünschten Ansprüchen und es wurde eine neue pneumatische Orgel mit zwei Manualen von der Orgelbauanstalt Georg Stahlhuth aus Burtscheid erworben. Diese wurde 1968 von der gleichen Firma auf ein elektrisch-pneumatisches System umgebaut und grundlegend modernisiert. Sie erhielt eine neue Spieltafel und die Disposition wurde dem neo-barocken Klang angepasst. 1989 fand durch die Firma Stahlhuth die letzte Restauration an der Orgel statt.
| I Hauptwerk C–g3 |            |       |
| 1.               | Principal  | 16′   |
| 2.               | Principal  | 8′    |
| 3.               | Spitzgamba | 8′    |
| 4.               | Gedackt    | 8′    |
| 5.               | Octav      | 8′    |
| 6.               | Rohrquint  | 2 ⁄3′ |
| 7.               | Spillflöte | 2′    |
| 8.               | Terz II    |       |
| 9.               | Cmbel III  |       |
| 10.              | Mixtur IV  |       |
| 11.              | Fagott     | 16′   |
| 12.              | Trompete   | 8′    |

| II Schwellwerk C–g3 |             |       |
| 13.                 | Rohrflöte   | 8′    |
| 14.                 | Quintadena  | 8′    |
| 15.                 | Principal   | 4′    |
| 16.                 | Blockflöte  | 4′    |
| 17.                 | Octav       | 2′    |
| 18.                 | Nachthorn   | 8′    |
| 19.                 | Nasat       | 1 ⁄3′ |
| 20.                 | Carillon II |       |
| 21.                 | Terz II     |       |
| 22.                 | Scharf IV   |       |
| 23.                 | Dulcian     | 8′    |
| 24.                 | Schalmei    | 4′    |

| Pedal C–f1 |               |     |
| 25.        | Prestantbass  | 16′ |
| 26.        | Subbass       | 16′ |
| 27.        | Octavbass     | 8′  |
| 28.        | Gedacktbass   | 8′  |
| 29.        | Choralbass    | 4′  |
| 30.        | Bauernpfeife  | 2′  |
| 31.        | Hintersatz IV |     |
| 32.        | Posaune       | 16′ |

### Liturgiegefäße

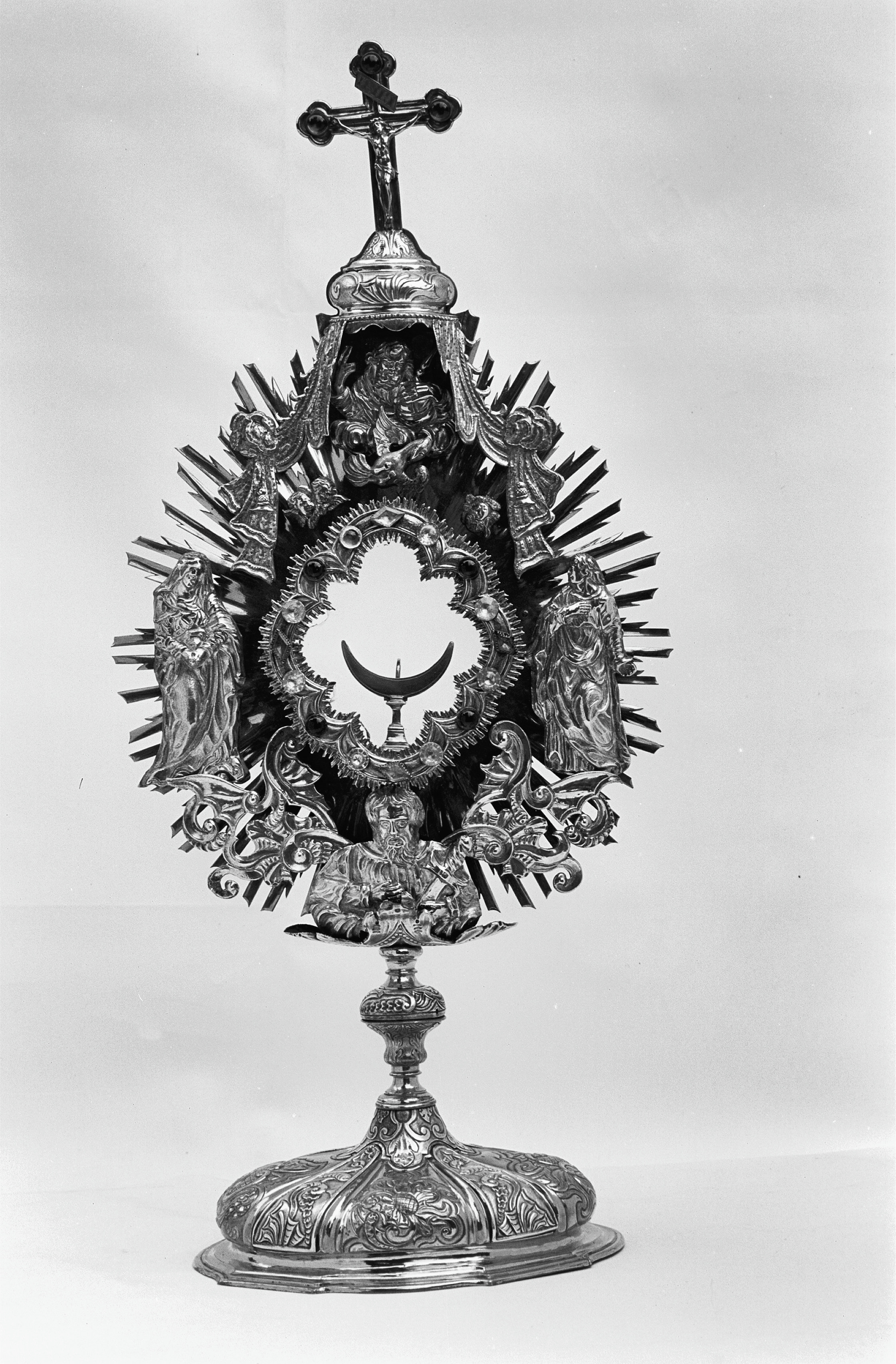
Strahlenmonstranz aus dem Jahr 1758

Ältestes Liturgiegefäß ist die 62 cm hohe Strahlenmonstranz aus vergoldetem Kupfer mit einem Brustbild des heiligen Paulus, die der Kirche 1758 von den Eheleuten Wilhelmus Mertenich und Elisabeth Craus gespendet wurde. Eine weitere neugotische und 70 cm hohe Monstranz in Zylinderform, ebenfalls mit einem Paulusbild, stammt aus dem Jahr 1851. Die meisten weiteren Liturgiegefäße wurden Ende des 19. Jahrhunderts überwiegend in den Goldschmiedewerkstätten von Reinhold Vasters und August Witte in Aachen hergestellt.

## Pastorei
Als katholische Pastorei diente von den Anfangsjahren im 13. Jahrhundert bis etwa 1673 das Haus in der Alten Vaalser Straße Nr. 88 in Vaalserquartier. Anfangs wurde es nur von den Vaalser Kaplänen bewohnt und später zu einer katholischen Grundschule umgebaut. Während der Schließungsphasen von St. Paulus wurden die Räumlichkeiten vereinzelt als Ausweichmöglichkeit für Gottesdienste und Taufen genutzt. Die Grundschule bestand noch bis etwa 1820 und bis 1907 wohnten hier noch vereinzelt Vikare und Küster der St.-Paulus-Kirche. Danach ging das Haus in Privatbesitz über.
Nachdem aufgrund des Partagevertrages von 1661 Vaals den Generalstaaten zugeteilt worden war, richtete der Kirchenvorstand in einem Haus auf niederländischem Boden direkt am alten Grenzübergang Kleine Wache in der Akerstraat 2–4 eine neue Pastorei ein. Auch dieses Haus diente zeitweise als Ort für Taufen und Trauungen. Im Zuge des Neubaus der heutigen St.-Paulus-Kirche wurde die bisherige Pastorei aufgegeben und schließlich 1912/13 eine neue direkt neben der heutigen Kirche erbaut. Von der alten – zweiten – Pastorei sind heute nur noch die Fundamente vorhanden, auf denen mittlerweile ein neues Wohnhaus errichtet worden ist.